# Muscles extenseurs des bras
Les extenseurs du bras sont des muscles du membre supérieur.  Ce sont des muscles striés squelettiques. Le principal muscle permettant l’extension du bras est le triceps brachial. D’autres muscles sont impliqués dans le mouvement de l’extension du bras dans un rôle secondaire.
Ce groupe se compose de quatre muscles (1 principal et 3 secondaires) :
- Muscle triceps brachial (principal)
- Muscle grand rond (secondaire)
- Muscle grand dorsal (secondaire)
- Muscle deltoïde (secondaire)

## Triceps brachial
Origine :    
- Tubérosité sous-glénoïdienne de la scapula (long chef)
- Surface postérieure de l'humérus au-dessus de la gouttière radiale (chef latéral)
- Surface postérieure de l'humérus au-dessous de la gouttière radiale (chef médial)

Terminaison : sur la partie supérieure de l'olécrane de l'ulna (anciennement appelé cubitus)
Innervation : nerf radial (C7-C8)
Actions :
- Extension de l'épaule (long chef)
- Adduction de l'épaule (long chef)
- Fixation de l'épaule (long chef)
- Extension du coude

## Grand rond
Origine : surface postérieure de l'angle inférieur de la scapula.
Terminaison : sur la lèvre interne (médiale) de la coulisse (gouttière) bicipitale
Innervation : sous-scapulaire (C6-C7)
Actions :
- Extension de l'épaule
- Adduction de l'épaule
- Rotation interne de l'épaule
- Élévation de l'omoplate

## Grand dorsal
Origine :
- Par une aponévrose (ou fascia) lombo-sacrée sur les apophyses épineuses des 6 dernières vertèbres thoraciques (dorsales), 5 vertèbres lombaires, sacrum et le 1/3 postérieur de la crête iliaque.
- Par languettes sur les 3-4 dernières côtes.
- Par tendon accessoire à l'angle inférieur de l'omoplate.

Terminaison : dans le fond et sur le bord médial de gouttière bicipitale
Innervation : nerf du grand dorsal (thoraco-dorsal) (C6-C8)
Actions :
- Extension de l'épaule
- Adduction de l'épaule
- Rotation interne de l'épaule
- Inclinaison du tronc
- Abaissement de l'épaule
- Élévation du tronc (humérus fixe)

## Deltoïde
Origine :
- 1/3 latéral de la clavicule (bord inférieur) et acromion
- Bord postérieur de l'épine de l'omoplate

Terminaison : tubérosité (« V ») deltoïdienne de l'humérus
Innervation : auxillaire (circonflexe) (C4-C6)
Actions :
- Extension de l'épaule (faisceau postérieur)
- Abduction de l'épaule (faisceau moyen)
- Flexion de l'épaule (faisceau antérieur)
- Rotation interne de l'épaule (faisceau antérieur)
- Rotation externe de l'épaule (faisceau postérieur)
- Adduction (faisceau inférieur - antérieur et postérieur)